# Albano Bizzarri
Albano Benjamín Bizzarri (ur. 9 listopada 1977 roku w Etruria) – argentyński piłkarz, występujący na pozycji bramkarza we włoskim klubie Delfino Pescara 1936.
Ze względu na pochodzenie przodków posiada również obywatelstwo włoskie.
Swoją karierę rozpoczynał w Racing Club de Avellaneda. Dla klubu noszącego przydomek La Academia rozegrał w sumie 28 spotkań ligowych. Zbierający dobre recenzje golkiper w letnim okienku transferowym sezonu 1999/2000 wytransferowany został do Europy, sprowadził go Real Madryt, który na jego pozycji posiadał mistrza świata z 1990 roku, Niemca Bodo Illgnera oraz wielki talent ze szkółki, młodziutkiego Ikera Casillasa. W swoim pierwszym i – jak się okazało – jedynym sezonie pobytu na Estadio Santiago Bernabéu siedmiokrotnie wystąpił w podstawowym składzie Królewskich. Łącznie, w tych spotkaniach jego zespół stracił aż czternaście bramek, a jego kariera w bramce zakończyła się wraz z hańbiącą porażką z Realem Saragossa 1:5. Nie zaliczył już żadnego występu w bramce zespołu prowadzonego przez Vicente del Bosque, który poprowadził Real do triumfu w Lidze Mistrzów, a po zakończeniu sezonu został sprzedany do średniaka Primera División, Realu Valladolid.
O ile w dziewiczym sezonie spędzonym na Estadio José Zorila był podstawowym golkiperem i zaliczył 26 występów, to w następnym nie pojawił się na boisku nawet na minutę – ówczesny trener Pepe Bonet ufał bardziej starszemu o sześć lat Ricardo. Przełomem był dlań sezon 2002/2003 – jego najważniejszy konkurent do miejsca między słupkami odszedł do Manchesteru United, od tej pory przez następne cztery lata miał pewną pozycję w składzie El Pucela – bronił zarówno wtedy, kiedy klub występował w najwyższej klasie rozgrywkowej, jak i po spadku do Segunda División.
Po dwóch sezonach spędzonych w drugiej lidze hiszpańskiej zdecydował się na transfer do świeżo upieczonego pierwszoligowca z Tarragony. Nàstic nie poradził sobie jednak w pierwszym po 57 latach sezonie w Primera División i szybko opuścił elitarne grono, zajmując ostatecznie ostatnie, dwudzieste miejsce w tabeli ligowej. Albano w 23 rozegranych pojedynkach aż 41-krotnie musiał pogodzić się z koniecznością wyciągania piłki z siatki.
W maju 2007 zakończył swoją ośmioletnią przygodę na Półwyspie Iberyjskim i podpisał roczny kontrakt z Catanią Calcio, beniaminkiem Serie A. Na początku był jedynie zmiennikiem dla Ciro Polito, jednak po przedłużeniu kontraktu o kolejny rok, wywalczył sobie tytuł pierwszego bramkarza Słoni, w sezonie 2008/09 będąc jednym z wyróżniających się piłkarzy klubu trenowanego wówczas przez legendę reprezentacji Włoch, Waltera Zengę. Albano odpłacił mu za zaufanie dobrą dyspozycją, dzięki której kilkukrotnie trafił do jedenastki kolejki w cotygodniowym zestawieniu Goal.com.
Przed sezonem 2009/2010, po wygaśnięciu kontraktu z Catanią, podpisał umowę z S.S. Lazio. Od tej pory był jedynie rezerwowym bramkarzem Biancocelesti - najpierw jako zmiennik Fernando Muslery, a następnie Federico Marchettiego. W 2013 roku przeszedł do Genoi.
W swojej karierze nie zaliczył ani jednego występu w reprezentacji Argentyny, jednak znalazł się w kadrze Marcelo Bielsy na finały Copa América 1999.